# Historia de la inmigración a Canadá
La historia de la inmigración a Canadá detalla el movimiento de personas hacia el actual Canadá. El régimen legal canadiense moderno se fundó en 1867, pero Canadá también tiene continuidad legal y cultural con las colonias francesas y británicas en Norteamérica que se remontan al siglo XVII. Durante la era colonial, la inmigración fue un tema político y económico importante, con Gran Bretaña y Francia compitiendo para llenar sus colonias con colonos leales. Hasta entonces, la tierra que ahora constituye Canadá estaba habitada por muchos pueblos indígenas distintos durante miles de años. Los pueblos indígenas contribuyeron significativamente a la cultura y economía de las primeras colonias europeas, a las que se agregaron varias oleadas de inmigración europea. Más recientemente, la fuente de migrantes a Canadá ha cambiado de Europa hacia Asia y África. La identidad cultural de Canadá ha evolucionado constantemente en paralelo con los cambios en los patrones de inmigración.
Statistics Canada ha tabulado el efecto de la inmigración en el crecimiento poblacional en Canadá desde 1851 hasta 2001. En promedio, los censos se realizan cada diez años, que fue cómo se incrementaron inicialmente los censos canadienses entre 1871 y 1901. En 1901, el Gobierno de la Mancomunidad cambió su política para que la toma de censos ocurriera cada cinco años posteriormente para documentar los efectos de la campaña publicitaria iniciada por Clifford Sifton.
En 2018, Canadá recibió 321,035 inmigrantes. Los diez principales países de origen, que proporcionaron el 61% de esos inmigrantes, fueron India (69,973), Filipinas (35,046), China (29,709), Siria (12,046), Estados Unidos (10,907), Pakistán (9,488), Francia (6,175), Eritrea (5,689), y el Reino Unido y sus territorios de ultramar (5,663).

## Historia de la ley de nacionalidad canadiense

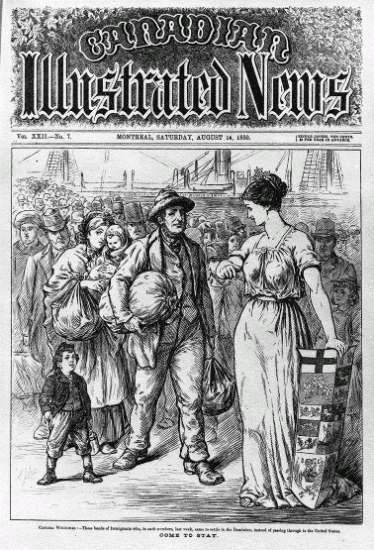
Come to Stay, impreso en 1880 en el Canadian Illustrated News, hace referencia a la inmigración a la "Dominion".

En 1828, durante la Gran Migración de Canadá, Gran Bretaña aprobó la Ley para Regular el Transporte de Pasajeros en Buques Mercantes, el primer reconocimiento legislativo del país de su responsabilidad sobre la seguridad y el bienestar de los migrantes que salían de las islas británicas. La ley limitaba el número de pasajeros que podían ser transportados en un barco, regulaba la cantidad de espacio asignado a ellos y exigía que se les proporcionara sustento adecuado durante el viaje. La ley de 1828 es ahora reconocida como la base de la legislación británica de emigración colonial.
La ciudadanía canadiense fue originalmente creada bajo la Ley de Inmigración de 1910, para designar a aquellos súbditos británicos que estaban domiciliados en Canadá, pero todos los demás súbditos británicos necesitaban permiso para desembarcar. Se creó un estatus separado de 'nacional canadiense' bajo la Ley de Nacionales Canadienses de 1921, que definía a esos súbditos británicos como ciudadanos canadienses, así como a sus esposas e hijos (engendrados por tales ciudadanos) que aún no habían llegado a Canadá. Tras la aprobación del Estatuto de Westminster de 1931, la monarquía dejó de ser una institución exclusivamente británica. Como resultado, los canadienses, al igual que todos los demás residentes de los Reinos de la Mancomunidad, eran conocidos como súbditos de la Corona, y el término "súbdito británico" continuó siendo utilizado en documentos legales.
Canadá fue la segunda nación dentro de lo que era la Mancomunidad Británica en establecer su propia ley de nacionalidad en 1946, con la promulgación de la Ley de Ciudadanía Canadiense de 1946, que entró en vigor el 1 de enero de 1947. Para adquirir la ciudadanía canadiense a partir de entonces, generalmente habría que ser un súbdito británico en o antes de la entrada en vigor de la ley; un 'Indio' o 'Esquimal'; o haber sido admitido en Canadá como inmigrantes con permiso de residencia antes de la entrada en vigor de la ley. Un súbdito británico era entonces cualquier persona del Reino Unido o sus colonias (países de la Mancomunidad). La adquisición y pérdida del estatus de súbdito británico antes de 1947 se determinaban según la ley del Reino Unido (ver Historia de la ley de nacionalidad británica).
El 15 de febrero de 1977, Canadá eliminó las restricciones sobre la doble ciudadanía. Se derogaron muchas de las disposiciones para adquirir o perder la ciudadanía canadiense que existían bajo la legislación de 1946. Los ciudadanos canadienses, en general, ya no están sujetos a la pérdida involuntaria de la ciudadanía a menos que se revoque por motivos de fraude migratoria o criminalidad. El término "Canadienses de conveniencia" fue popularizado por el político canadiense Garth Turner en 2006 en relación con la evacuación de ciudadanos canadienses de Líbano durante el conflicto entre Israel y Líbano de 2006. Se refiere a personas con doble ciudadanía que emigraron a Canadá, cumplieron el requisito de residencia para obtener la ciudadanía, obtuvieron la ciudadanía canadiense, y regresaron a su país de origen mientras mantenían su ciudadanía canadiense, con aquellos que apoyan el término afirmando que lo hacen como una red de seguridad.

## Historia regional

### Región Atlántica

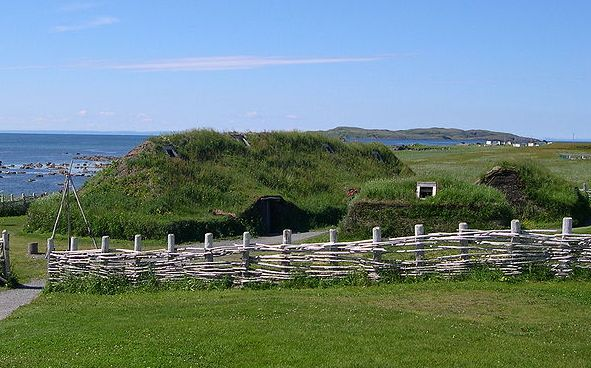
L'Anse aux Meadows en la isla de Terranova, sitio de una colonia de vikingos.

Existen varios informes sobre contactos realizados antes de Colón entre los primeros pueblos y aquellos de otros continentes. El caso del contacto vikingo está respaldado por los restos de un asentamiento vikingo en L'Anse aux Meadows, Terranova, pero no hay pruebas directas de que fuera el lugar al que el nórdico Leifur Eiríksson se refirió como Vinland alrededor del año 1000.
La presencia de pescadores y balleneros vascos solo unos años después de Colón también ha sido citada, con al menos nueve puestos de pesca establecidos en Labrador y Terranova. El más grande de los asentamientos fue la estación de Red Bay, con un estimado de 900 personas. Es posible que los balleneros vascos hayan comenzado a pescar en los Grandes Bancos ya en el siglo XV.
El siguiente explorador europeo reconocido que desembarcó en lo que ahora es Canadá fue John Cabot, quien aterrizó en algún lugar de la costa de América del Norte (probablemente Terranova o Isla de Cape Breton) en 1497 y lo reclamó para el Rey Henry VII de Inglaterra. Exploradores portugueses y españoles también visitaron Canadá, pero fueron los franceses los que comenzaron a explorar más hacia el interior y a establecer colonias, comenzando con Jacques Cartier en 1534. Bajo Pierre Dugua, Sieur de Mons, el primer asentamiento francés se realizó en 1604 en la región de Nueva Francia conocida como Acadie en la Isla Sainte-Croix, que ahora pertenece a Maine, en la Bahía de Fundy. Ese invierno fue particularmente largo y riguroso y alrededor de la mitad de los colonos que acompañaban al Sieur de Mons murieron de escorbuto. Al año siguiente, los franceses decidieron mudarse a una zona mejor protegida y establecieron un nuevo asentamiento en Port-Royal. En 1608, Samuel de Champlain, estableció un asentamiento en Donnacona que más tarde se convertiría en Ciudad de Quebec. Los franceses reclamaron Canadá como propio y llegaron 6,000 colonos, asentándose a lo largo del río San Lorenzo y en las Marítimas. Gran Bretaña también tenía presencia en Terranova y, con la llegada de los asentamientos, reclamó el sur de Nueva Escocia así como las áreas alrededor de la Bahía de Hudson.
El primer contacto con los europeos fue desastroso para los primeros pueblos. Los exploradores y comerciantes trajeron enfermedades europeas, como la viruela, que exterminaron aldeas enteras. Las relaciones variaron entre los colonos y los nativos. Los franceses se hicieron amigos de los pueblos huronas y establecieron una relación comercial mutuamente beneficiosa con ellos. Los iroqueses, sin embargo, se convirtieron en opositores dedicados de los franceses, y la guerra entre ambos fue implacable, especialmente porque los británicos armaron a los iroqueses en un esfuerzo por debilitar a los franceses.

### Quebec

Mapa de Nueva Francia hecho por Samuel de Champlain en 1612

Tras la fundación de Quebec City por Samuel de Champlain en 1608, se convirtió en la capital de Nueva Francia. Mientras que las comunidades costeras se basaban en la pesca del bacalao, la economía del interior giraba en torno a la piel de castor, que era popular en Europa. Los voyageurs franceses viajaban al interior y comerciaban con los nativos. Estos viajeros abarcaban lo que ahora es Quebec, Ontario y Manitoba, y comerciaban armas, pólvora, textiles y otros bienes manufacturados europeos a cambio de pieles. Sin embargo, el comercio de pieles fomentaba una población pequeña, ya que se requería poco trabajo. Aunque se promovió la colonización, esta fue siempre difícil. Algunos inmigrantes llegaron, pero para 1760, Nueva Francia tenía una población de solo unos 70,000.
Nueva Francia tuvo otros problemas además de la baja inmigración. El gobierno francés tenía poco interés o capacidad para apoyar a su colonia, que en su mayoría se dejaba a su suerte. La economía era primitiva y gran parte de la población se dedicaba solo a la agricultura de subsistencia. Los colonos también participaron en una serie prolongada de guerras entre franceses e iroqueses.

### Ontario
Étienne Brûlé exploró Ontario de 1610 a 1612. En 1615, Samuel de Champlain visitó el Lago Hurón y misioneros franceses establecieron puestos en la región.

### Provincias de la pradera

Tierras de Rupert, mostrando la ubicación de York Factory

En el siglo XVIII al XIX, la única inmigración que Canadá occidental o Tierras de Rupert tuvo fue de los primeros franco-canadienses comerciantes de pieles de la Compañía del Noroeste y los escoceses, aventureros ingleses y exploradores que representaban a la Compañía de la Bahía de Hudson. Canadá se convirtió en una nación en 1867 y las Tierras de Rupert se integraron en los Territorios del Noroeste. Para incentivar a Columbia Británica a unirse a la Confederación Canadiense, se propuso un ferrocarril transcontinental. Las compañías ferroviarias consideraban que no era factible colocar vías en tierras sin colonización. La era del comercio de pieles estaba en declive; la población de bisontes desapareció y los cazadores nómadas de bisontes se fueron, lo que presentó la posibilidad de aumentar la colonización agrícola. Las posibilidades agrícolas fueron expuestas por primera vez por Henry Youle Hind. El gobierno de la Dominion, con la guía del Ministro del Interior Clifford Sifton, a cargo de la inmigración, promulgó en 1872 la ley de homestead de Canadá, la Dominion Lands Act. Una extensa campaña publicitaria en Europa Occidental y Escandinavia atrajo una gran oleada de inmigrantes al "Último y Mejor Oeste". Las Tierras de Rupert crecieron hasta tener una población de 56,446 en 1881, casi se duplicó a 98,967 en 1891 y aumentó exponencialmente a 211,649 para 1901. Asentamientos étnicos se extendieron por las praderas, ya que grupos lingüísticos se asentaron juntos en tierras agrícolas similares a las de su tierra natal. Así, la inmigración fue exitosa; nuevos asentamientos pudieron crecer debido a la comunicación común y los métodos agrícolas aprendidos. El ferrocarril transcontinental Canadian Pacific Railway se terminó en 1885.

### Columbia Británica
Hasta la construcción del ferrocarril, la inmigración a Columbia Británica se realizaba por vía marítima o, cuando estaban en marcha las fiebres del oro de Columbia Británica, a través de viajes por tierra desde California y otras partes de los Estados Unidos, ya que no había una ruta utilizable hacia el oeste más allá de las Montañas Rocosas. La pequeña población no nativa de Columbia Británica estaba compuesta en su mayoría por empleados franco-canadienses y mestizos de compañías peleteras, sus administradores británicos (en su mayoría escoceses) y jefes, una población de kanakas (hawaianos) empleados de la compañía, así como miembros de varios pueblos iroqueses, que también estaban al servicio de la compañía peletera.
La población no nativa de la costa pacífica británica fue de 150 a 300 hasta la llegada de la Fiebre del oro de Fraser en 1857, cuando la población de Victoria creció a 30,000 en cuatro semanas y surgieron ciudades de 10,000 habitantes y más en lugares remotos del continente, en Yale, Port Douglas y Lillooet. La ola de asentamiento fue casi enteramente desde California y fue aproximadamente un tercio de estadounidenses, un tercio de chinos y un tercio de varios europeos y otros.
Un grupo de unos 60, llamados los Overlanders de 1862, realizó el viaje desde Canadá vía Tierras de Rupert durante la Fiebre del oro de Cariboo, pero fue la excepción a la regla. Un intento anterior de trasladar a algunos de los colonos de la colonia Selkirk terminó en desastre en Dalles des Morts, cerca de la actual Revelstoke. La inmigración temprana a Columbia Británica fue de todas las naciones, en gran parte vía California. La mayoría de los primeros estadounidenses se fueron a principios de la década de 1860 debido a la guerra civil estadounidense, pero los estadounidenses han seguido siendo un componente importante en la población colonizadora desde entonces.
Después de la apertura del CPR, una nueva ola de inmigración llevó no solo a la creación de Vancouver y otros asentamientos urbanos más nuevos, sino también al asentamiento de numerosas regiones en el Interior de Columbia Británica, especialmente el Okanagan, Boundary, Shuswap y Kootenays. Una ola similar de asentamiento y desarrollo acompañó la apertura del Grand Trunk Pacific Railway (hoy Canadian National Railway) a través del Interior Central, que también fue el impulso para la creación de la ciudad de Prince George y el puerto de Prince Rupert.